# 조개

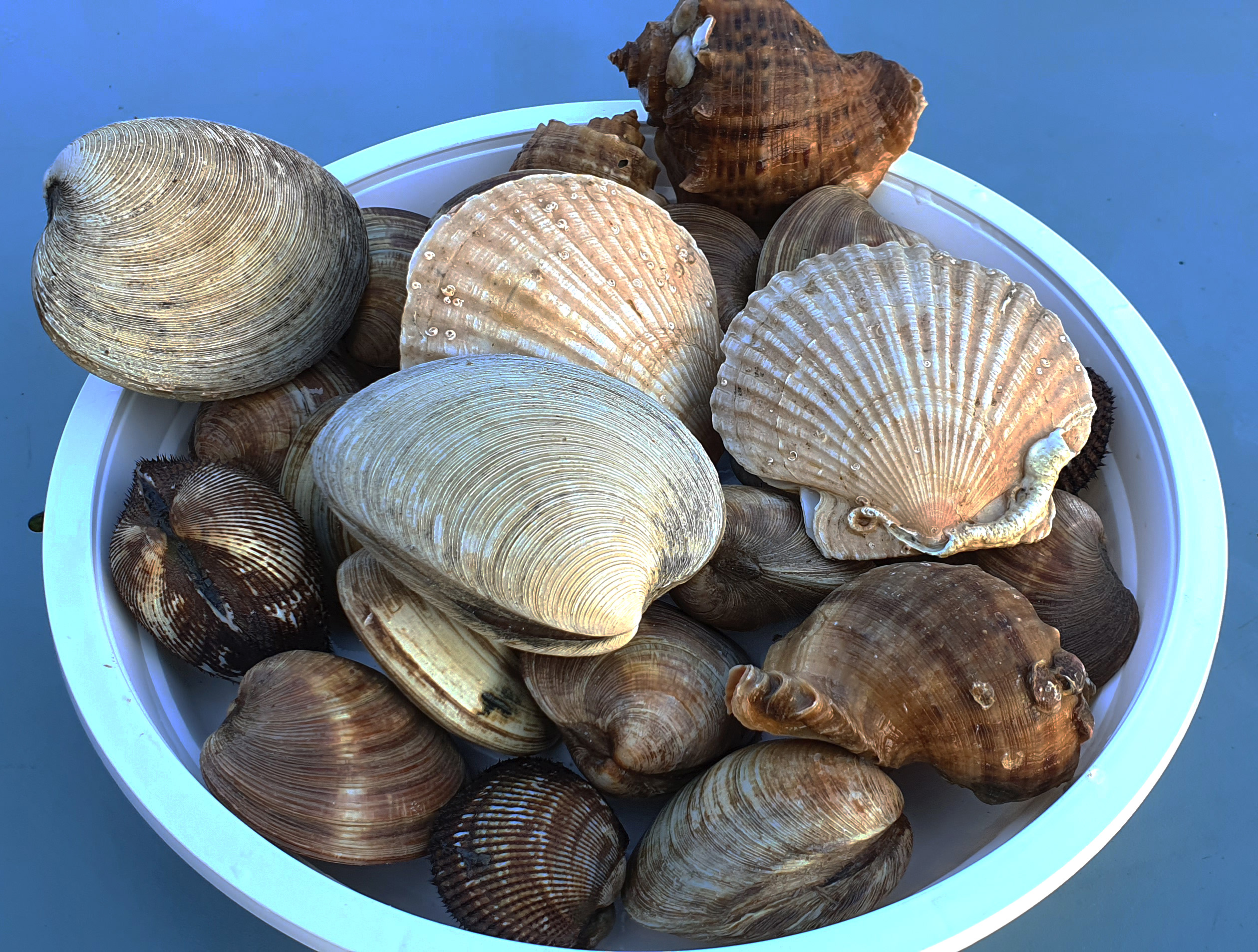
바구니에 담긴 조개

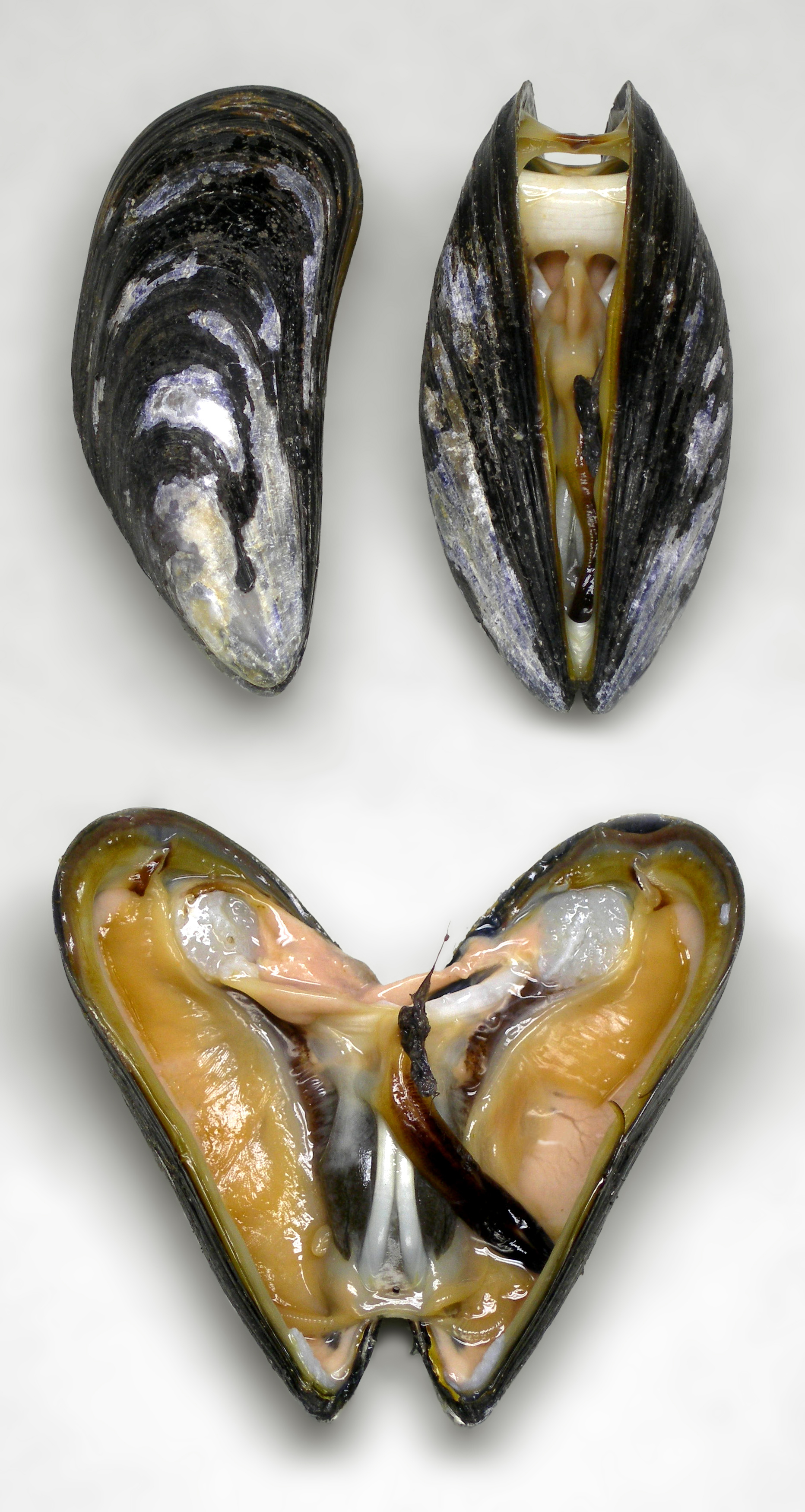
바다에 사는 섭조개의 모습.

조개는 단단한 껍데기로, 몸을 둘러싸고 있는 연체동물의 총칭이다. 또한 조개는 바닷물에서 사는 것과 민물에서 사는 것이 있으나 대부분 바다에서 서식한다.
보통은 두 장의 판판한 껍데기(조가비)를 가진 이매패류를 가리키나, 복족류(삿갓조개, 고둥류 등), 굴족류(뿔조개 등) 등 다른 패류가 조개로 불리기도 하며, 심지어 두족류에 속하는 앵무조개도 조개로 부른다. 이 항목에서는 이매패류 및 복족류에 속하는 패류를 주로 다룬다.

## 생태
껍데기는 종류에 따라 다양한데, 이매패류의 껍데기는 접번에 의해 맞물려 있으며, 수축성이 있는 조개관자가 붙어 있어 껍데기를 열고 닫는다. 복족류는 나선모양으로 된 껍데기를 가지고 있다. 뿔조개처럼 긴 관 형태의 껍데기를 가지기도 한다.
껍데기 안쪽에는 외투막이 있고 외투막에서 칼슘을 지닌 액체를 내어 껍데기를 만든다.
조개의 몸은 전체가 물렁물렁하고 뼈, 관절이 없으므로, 몸을 자유롭게 늘였다 줄였다 할 수 있다. 몸 속에는 아가미, 간, 위, 장, 심장 등이 있다. 대부분의 조개는 아가미로 호흡하나, 일부 폐로 호흡하는 종도 있다.
이매패류 조개는 머리와 치설(radula)은 없고 도끼 모양의 발이 있는데 이것을 부족(斧足)이라고 한다. 부족은 땅을 파고 들어가거나 기어다니는 데 쓴다. 판 모양의 아가미가 있어 호흡을 하고 먹이를 거르는 역할을 한다. 대부분의 이매패류는 눈이 없으나, 일부 눈이 있는 종류도 있으며, 가리비의 경우 껍데기 끝 부분에 빛을 감지하는 눈들이 붙어 있기도 하다.
복족류 조개는 배부분이 발 역할을 하여 복족(腹足)이라고 한다. 머리에는 더듬이와 입, 그리고 빛을 감지하는 눈이 있으며, 눈은 더듬이 끝에 있거나, 더듬이 옆에 붙어 있기도 하다. 입 안에는 강판처럼 생긴 치설이 있다. 대부분 복족류의 발에는 뚜껑이 있어 껍데기 속으로 숨을 때 뚜껑을 닫아 몸을 보호한다.
대부분의 조개류는 암수딴몸이지만, 일부 암수한몸인 것도 있고 나이에 따라 성이 바뀌는 것도 있다. 주로 체외수정을 한다. 암컷은 알을 만들어 출수관으로 몸 밖 바닷물에 뿌리고, 수컷은 정충(정자)를 만들어 출수관으로 바닷물에 뿌린다. 이들이 만나면 수정이 이루어져 바위나 암초에 붙어 작은 유생이 된다. 조개의 유생은 플랑크톤과 유사하게 생겨서 물 속을 돌아다닐 수 있다. 유생이 조금 더 성장하면 치패(어린조개)가 되어 조개의 모습이 된다.
민물, 바닷물, 짠물, 갯벌, 민물이 섞인 물 등 물 속 생태계에는 어디에나 분포하며 물 속의 미생물을 잡아먹고 자란다. 바다에서는 바닷가의 파도가 밀려 들어오는 끝자락, 조간대에서 수심 10,000m까지 서식한다.

## 요리로서 용도
조개는 지구상에 등장했을 때부터 수많은 동물의 먹잇감이 되었다. 이는 다른 동물과 달리 도망치거나 숨기 어려운 특성 때문에 천적들이 쉽게 포식할 수 있었다. 인류가 처음 지구상에 등장했을 때도 강과 바다에 원시인이 살던 지역에서는 조개가 초기의 주 포획 대상이었으며, 이러한 조개껍데기를 쌓아놓은 패총이란 유적이 생기기도 하였다.
오래전부터 인류에게 식용으로 사용해왔기 때문에 대부분의 해안 지역에서는 수많은 종류의 조개 요리들이 존재하고 있다. 바닷가의 조개는 여성이나 노인, 어린이들도 주울 수 있으며, 불에 굽기만 하면 간단하게 식용으로 먹을 수 있으며, 찌개로 끓여먹어도 맛이 아주 좋다.
살이 부드럽거나 맛이 좋고 쉽게 잡히는 종류를 중심으로 조개 요리가 발달되어 있어서 날로 먹기도 하고, 구이, 튀김, 볶음, 탕 요리 등 다양한 조개 조리법이 존재한다.
살 외에 조개관자라는 껍데기를 여닫는 근육을 요리하기도 한다. 조개관자가 큰 키조개 종류가 대표적이다. 오늘날에는 조개들을 인공적으로 양식하기도 한다.
조개 요리의 기본적인 것으로는, 요리하기 전 물에 하루동안 넣는 해감이란 방법을 사용한다. 조개는 수관을 통해 물을 빨아들여 먹이를 걸러내는 습성이 있는데 모래도 함께 빨아들여 몸에 모래가 축척되어 있다. 물에 넣어두면 빨아들이고 뱉어내는 습성을 통해 모래를 모두 뽑아내게 된다.
조개를 요리할 때는 보통 껍데기채로 조리한다. 이는 요리할 때 껍데기가 벌어지는 순간이 가장 맛있어지기 때문이다. 껍데기가 벌어지는 경우는 살아있는 조개를 이용할 때만 벌어진다. 더불어 껍데기의 칼슘 성분이 해장 효과를 높이는 데 도움을 주기도 한다.
5월~8월 기간에는 홍합과 굴 등 바닷물에 서식하는 조개를 피하는 것이 좋은데, 이 기간에서 일정 수온 이상이 될 경우 삭시톡신(saxitoxin)이라는 패독이 발생하여 패독에 중독되는 경우가 생기기 때문이다. 삭시톡신은 바닷물의 플랑크톤을 통해서 발생하는데, 봄과 여름 기간에 플랑크톤이 다량으로 발생하기 때문에 패독이 주로 봄과 여름 기간에 발생한다. 주로 기억상실성, 설사성, 마비성이 있다. 단, 양식 하는 조개의 경우 플랑크톤 수를 조절하여 패독 발생 확률이 적은 편이나 간혹 발생하는 경우도 있으니 주의해야 한다.

## 껍데기의 용도
조개 껍데기는 탄산칼슘으로 이루어져 있으며, 단단하고 오랫동안 유지되고, 일부 종은 안쪽의 진주층 부분이 빛을 받아 화려한 색을 내기도 한다. 그래서 옛날부터 조개 껍데기를 장식품이나 화폐로 사용하기도 하였다. 나전칠기의 무늬도 조개 껍데기에서 추출한 자개 조각으로 만든 것이다.
몰디브나 페르시아만 및 서아프리카 지역 등에서는 조개 껍데기를 화폐로 사용한 곳이 많았다. 일부 지역은 20세기까지 일반 화폐와 조개 껍데기를 화폐로 병용한 곳도 있었다. 대항해시대 이후 유럽에서도 이 지역과 거래를 할 때 조개 껍데기로 거래하기도 하였다.

## 조개류 목록
| - 이매패류 - 우럭목 - 쇄방사늑조개과 - 계화도조개/쇄방사늑조개 - 족사부착쇄조개과 - 코끼리조개 - 석공조개과 - 돌맛조개 - 우럭과 - 우럭 - 백합목 - 백합과 - 대합 - 바지락 - 백합 - 개량조개과 - 동죽 - 재첩과 - 재첩 - 가리맛조개과 - 가리맛조개 - 죽합과 - 맛조개 - 석패목 - 석패과 - 귀이빨대칭이 - 말조개 - 펄조개 - 도끼조개 - 칼조개 - 곳체두드럭조개 - 두드럭조개 | - 이매패류 (계속) - 가리비목 - 가리비과 - 가리비 - 국자가리비 - 돌조개목 - 돌조개과 - 꼬막 - 피조개 - 담치목 - 홍합과 - 섭조개 - 진주담치 - 홍합 - 굴목 - 굴과 - 굴 - 참굴 - 진주조개목 - 키조개과 - 키조개 - 진주조개과 - 진주조개 - 복족류 - 개오지 - 골뱅이 - 구멍삿갓조개 - 소라 - 수염고둥 - 전복 - 청자고둥 - 피뿔고둥 - 실꾸리고둥과 |